# Coco-babão
Syagrus cearensis, popularmente conhecida como catolé ou coco-babão, é uma palmeira nativa dos estados de Pernambuco, Piauí, Rio Grande do Norte, Paraíba e Ceará, na Mata Atlântica (Zona da Mata e brejos de altitude), bem como na transição à caatinga (no Ceará, também podemos encontrá-la no litoral, em restingas, refletindo assim no nome da espécie, que nesse estado tem uma distribuição mais cosmopolita). É uma palmeira de hábito cespitoso (o que a difere da espécie Syagrus oleracea, pois nessa o estipe cresce soltitário, e na espécie em questão o estipe cresce em touceiras, com vários caules emergindo de um mesmo ponto). Sua panícula contém cerca de 50 frutos, de polpa amarela e adocicada, e em seu fruto, tanto o pericarpo quanto a amêndoa são comestíveis, e por isso, seus frutos são ocasionalmente comercializados.

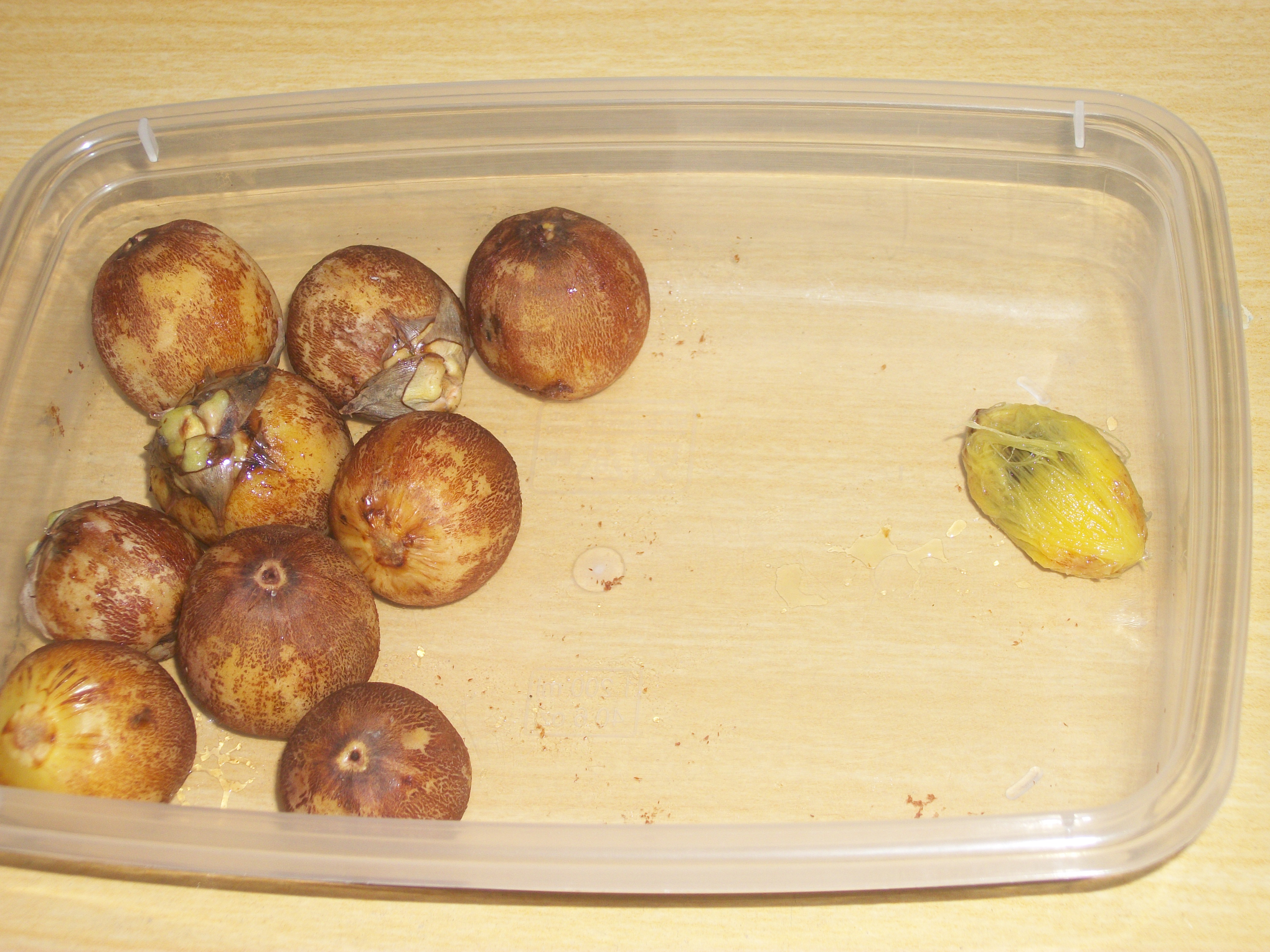
Aspecto dos frutos fibro-mucilaginosos de sabor adocicado e de sua semente

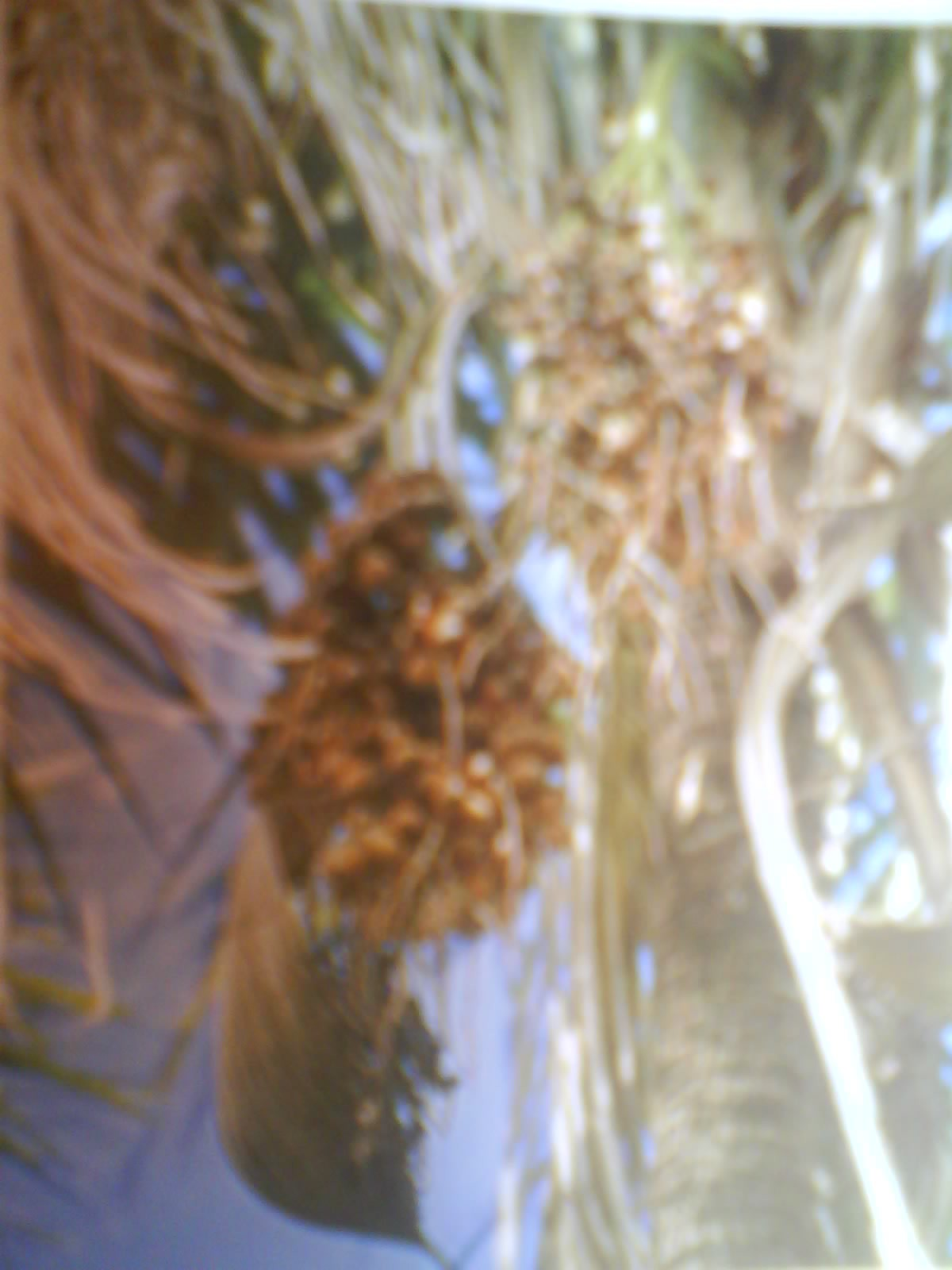
Panícula cheia de frutos da espécie